# Stade municipal d'Ostrava
Pour les articles homonymes, voir Městský Fotbalový Stadion Srbská.
 (avril 2025).
Si vous disposez d'ouvrages ou d'articles de référence ou si vous connaissez des sites web de qualité traitant du thème abordé ici, merci de compléter l'article en donnant les références utiles à sa vérifiabilité et en les liant à la section « Notes et références ».
Le Městský Stadion, qui signifie « stade municipal », plus souvent appelé stade Kapaz, est un stade omnisports situé à Ostrava en Tchéquie. Ouvert le 30 mai 1941, c'est le stade du MFK Vítkovice et sa capacité est de 15 163 spectateurs assis.
C'est le stade où se déroule chaque année le meeting d'athlétisme Golden Spike Ostrava.

## Histoire
En 1937-1938, le club du MFK Vítkovice décide de construire un nouveau stade dans le district de Vítkovice. Il est censé être ouvert au public en octobre 1938, mais il ne peut être ouvert en raison de l'occupation allemande de la ville. Le stade est finalement ouvert le 30 mai 1941.